# Jökulhlaup
Pour un article plus général, voir Vidange brutale de lac glaciaire.
Ne doit pas être confondu avec Surge glaciaire ou Crue glaciaire.

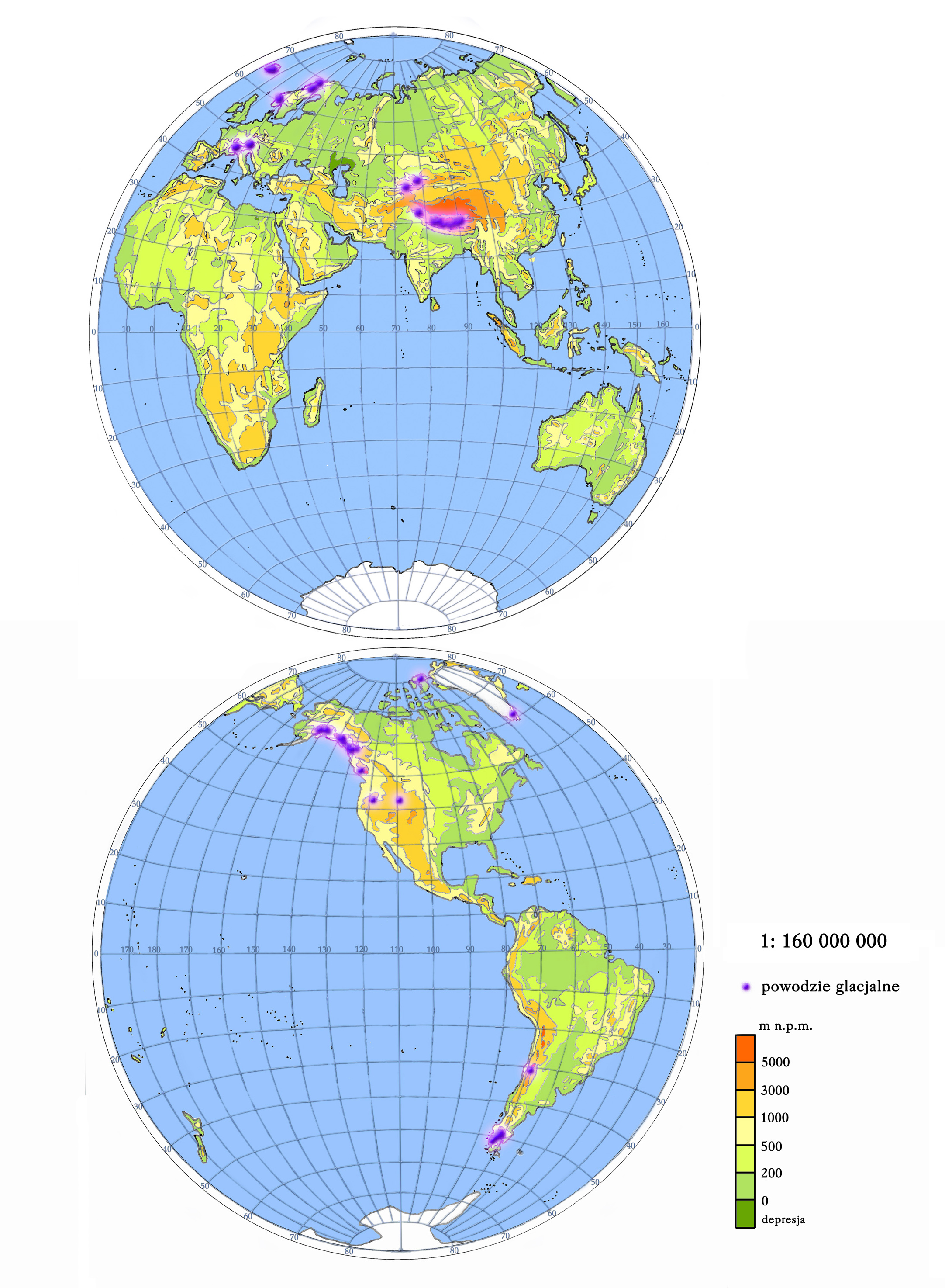
Localisation des différents cas avérés de jökulhlaups et de vidanges brutales d'un lac glaciaire (en violet) dans le monde.

Un jökulhlaup, terme islandais signifiant littéralement en français « course de glacier », prononcé [ˈjœːkʏl̥ˌl̥øip], ou débâcle glaciaire, est un type de crue brutale particulièrement puissante et dévastatrice résultant d'une vidange brutale de lac glaciaire en lien avec une éruption volcanique.
L'origine de la crue est la vidange d'un réservoir d'eau de fusion glaciaire par rupture du barrage de glace. Il existe plusieurs types de jökulhlaups en fonction de la position du réservoir (lac intraglaciaire, lac périglaciaire, lac supraglaciaire). Les jökulhlaups les plus puissants se déroulent en Islande, mais ils peuvent se produire ailleurs dès que certaines conditions sont réunies : un volcan recouvert d'une calotte glaciaire ou polaire (c'est le cas en Alaska, aux États-Unis, en Antarctique ou dans les Andes).
Les jökulhlaups peuvent s'apparenter aux lahars, puisqu'il s'agit d'écoulement de forte densité. Toutefois, les lahars sont généralement composés en majorité de cendres et se forment le plus souvent lors de pluies torrentielles sur les flancs d'un volcan.

## Origine
Lorsqu'un volcan sous-glaciaire entre en éruption, la chaleur dégagée par le magma fait fondre d'énormes quantités de glace dont l'eau peut s'accumuler car bloquée par des parois rocheuses ou par les bords du glacier lui-même.
Lorsque la pression devient trop importante, la barrière qui retenait le lac subglaciaire se rompt, libérant d'énormes quantités d'eau.
Une importante ablation du glacier se produit alors, l'eau réchauffée entaillant le glacier et pouvant emporter d'énormes blocs de glace de plusieurs centaines de tonnes.

## Exemples

### Grímsvötn en 1996

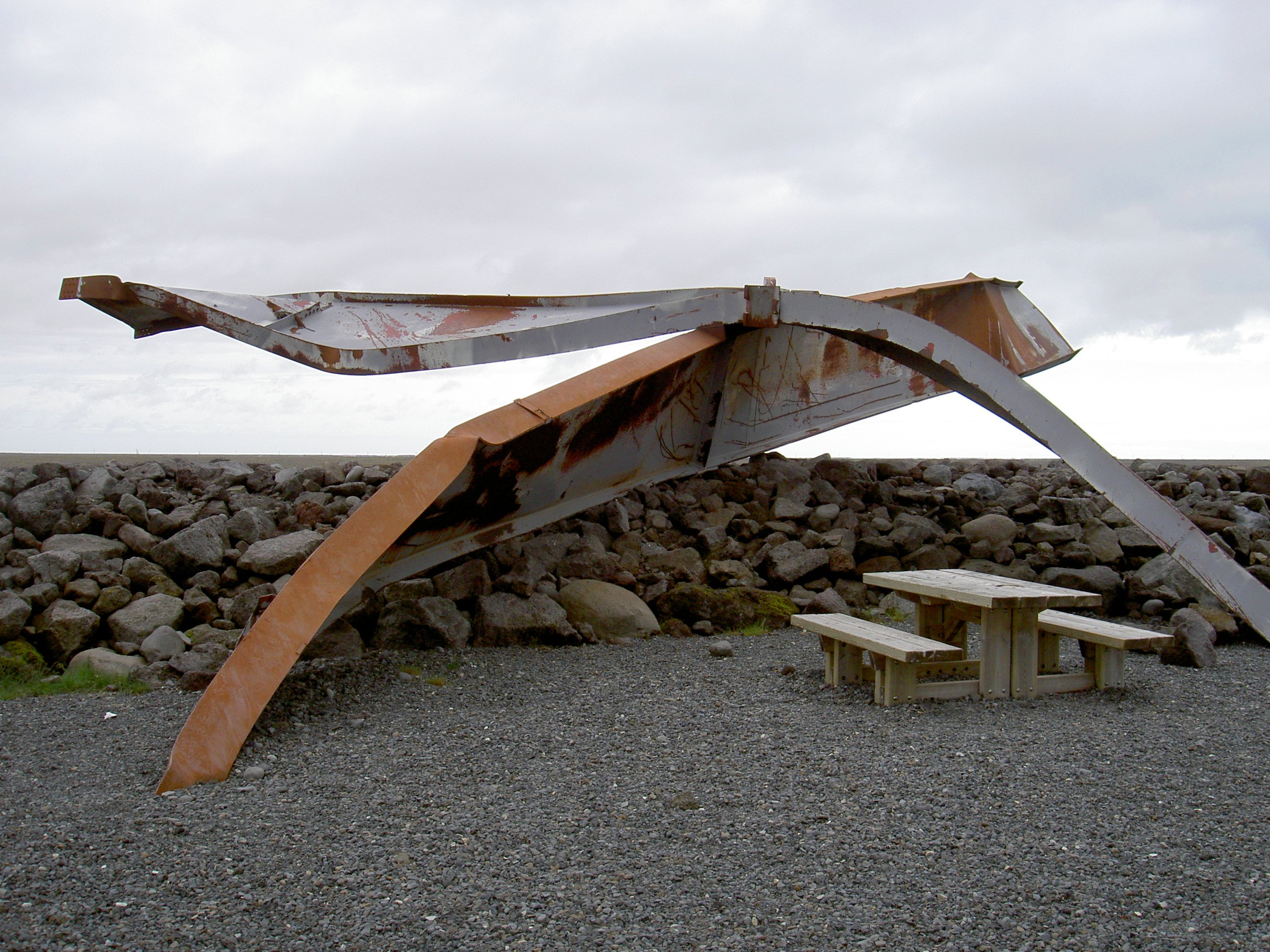
Vestige d'un pont de la route 1 détruit par le jökulhlaup du Grímsvötn en 1996.

#### Éruption volcanique
Le 29 septembre 1996, un séisme de magnitude 5 est enregistré sous la calotte glaciaire du Vatnajökull, dans le Sud-Est de l'Islande. Il est le premier d'une série de petits séismes qui se dérouleront jusqu'au lendemain et au déclenchement du trémor.
Un survol en avion le 1er octobre met en évidence une dépression dans le Vatnajökull, signe que la glace est en train de fondre. Deux autres dépressions se formeront par la suite, ainsi qu’une faille de cinq à six kilomètres de long sur 500 mètres de large et 100 à 200 mètres de profondeur. Dans le même temps, une zone située à quinze kilomètres au sud du Grímsvötn et d'un diamètre de dix kilomètres se soulève. Tous ces signes indiquent que d'énormes quantités d'eau fondent sous la chaleur du magma rejeté par le Grímsvötn et que cette eau se déplace en direction du sud sous la calotte glaciaire.
Le 2 octobre, l'éruption perce la glace et des panaches de vapeur d'eau mêlés à des cendres volcaniques et de la lave pulvérisée sont projetés à 3 000 mètres d'altitude.
Jusqu'au 5 novembre, la situation reste stable, si ce n'est que le glacier se soulève de plus en plus. Mais personne ne savait où se produirait le jökulhlaup ni même s'il se déclencherait. Par précaution, la route nationale no 1 au sud du Vatnajökull est interdite à la circulation.
De 1 455 mètres d'altitude et 1,5 km3 de volume le 29 septembre, le lac atteint à ce moment 1 509,5 mètres d'altitude pour 3 km3 de volume.

#### Déclenchement
Le 5 novembre 1996, à 8 heures 30 du matin, le jökulhlaup se déclare dans le Skeiðarársandur. Très vite, le débit de la rivière Skeiðará augmente (multiplié par cent en deux heures) et des blocs de glace provenant du glacier (poids supérieur à mille tonnes et jusqu'à quinze mètres de hauteur) sont charriés dès le début de la crue. Le 4 novembre au soir, des mouvements de glace avaient été enregistrés au niveau des dépressions glaciaires. Cinquante kilomètres séparent le Grímsvötn de l'aire du jökulhlaup.
Le chenal d'écoulement des eaux était clairement visible, formant le même type de dépression dans la calotte qu'au-dessus du Grímsvötn. De même, avec l'écoulement des eaux, les dépressions dans la glace au-dessus du Grímsvötn s'élargirent et le flot apparut entre des murailles de glace distantes de 200 mètres.
Le 6 novembre, le volcan sous-glaciaire Bárðarbunga entre lui aussi en éruption durant vingt à trente minutes. On estime que c'est la décompression de la glace à la suite de la vidange du lac qui a déclenché l'éruption.
Le jökulhlaup se termine dans la nuit du 7 au 8 novembre après 52 h de crue ; le débit de la Skeiðará redescend à 400 m3/s.
Les faits observés sont à la mesure du gigantisme de la calotte glaciaire :
- l'inondation a atteint un pic de 45 000 m3/s (supérieur au débit du Mississippi) sur une largeur de cinquante kilomètres et une hauteur d'eau de trois à cinq mètres à 23 h, heure du maximum de la crue ;
- au total, 3 km3 d'eau se sont déversés hors du glacier ;
- le flot boueux (cent millions de tonnes de matériaux volcaniques furent charriés) forma une traînée de quinze kilomètres de long dans l'océan Atlantique ;
- le niveau du lac sous-glaciaire est redescendu à 1 345 mètres d'altitude ;
- la vallée de la Skeiðará et une partie du Parc national de Skaftafell furent inondés, dix kilomètres de la route 1 et ses ponts (Saeluhusakvisl, Gigya et Skeiðará) furent détruits et dix autres kilomètres endommagés ;
- la couche de sédiments déposée a surélevé le sandur de dix mètres par endroits ;
- en tout le montant des dégâts (route et câbles téléphoniques emportés) est de quinze millions de dollars américains ;
- des tremblements de glace furent constatés pendant des jours à cause des mouvements de la calotte glaciaire et des chutes de séracs dans les dépressions.

Auparavant, des jökulhlaups s'étaient produits à partir du Vatnajökull, entre autres en 1934, 1938, 1954, 1960, 1965, 1972, 1976, 1982, 1983, 1986 et 1991.

### Eyjafjöll

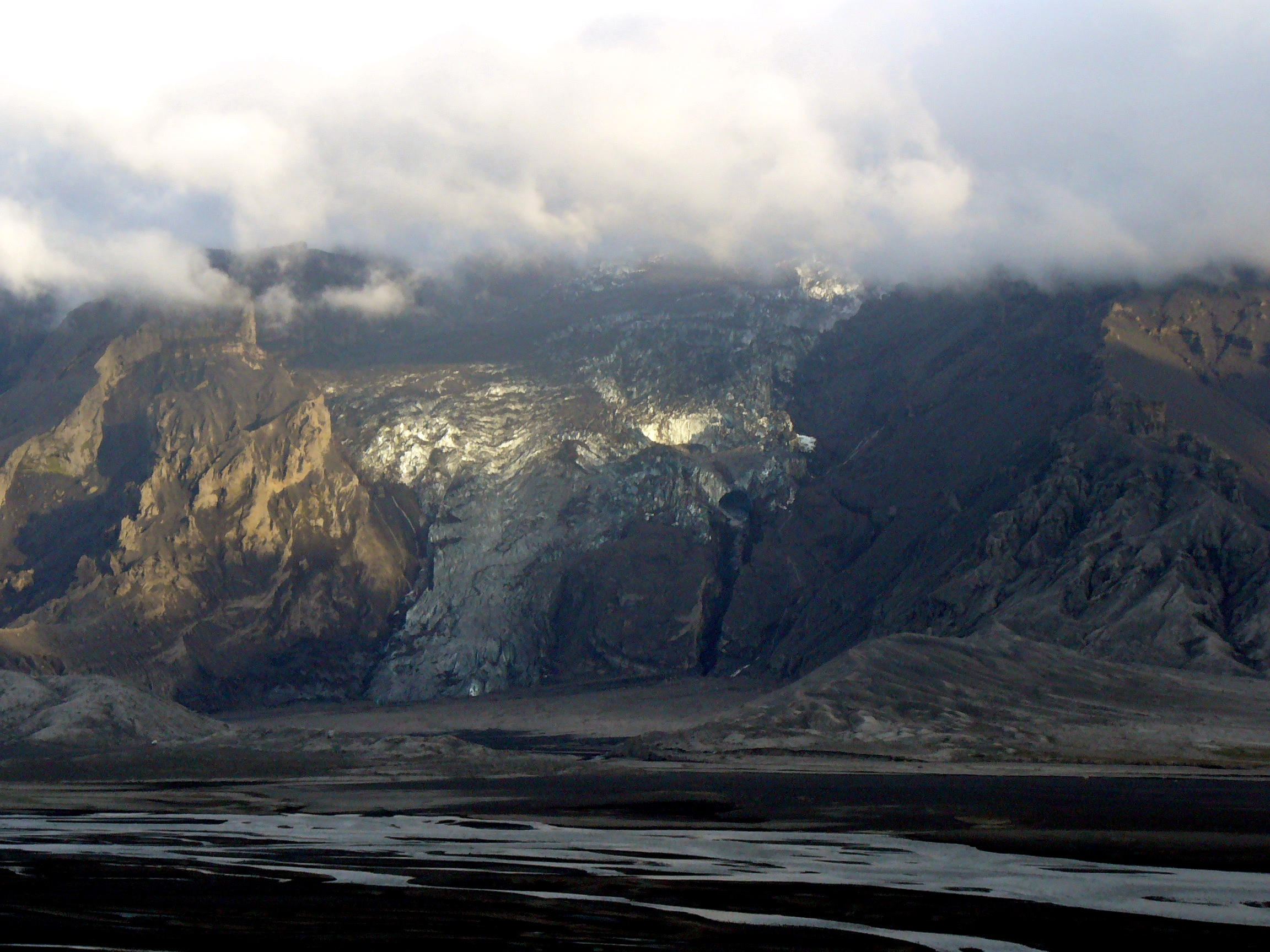
Vue du Gígjökull le 19 juin 2010 dont le front glaciaire présente les signes de passage de plusieurs jökulhlaups en raison de l'éruption de l'Eyjafjöll.

L'éruption de l'Eyjafjöll en 2010 provoque une importante fonte de la glace ce qui entraîne des jökulhlaups d'un débit maximal compris entre 2000 et 3000 m3/s.